# Protocalliphora parorum
Protocalliphora parorum är en tvåvingeart som beskrevs av Sabrosky, Bennett och Whitworth 1989. Protocalliphora parorum ingår i släktet Protocalliphora och familjen spyflugor.
Artens utbredningsområde är Kalifornien. Inga underarter finns listade i Catalogue of Life.